# Werlaburgdorf
Werlaburgdorf é um município da Alemanha localizado no distrito de Wolfenbüttel, estado da Baixa Saxônia.
Pertence ao Samtgemeinde de Schladen.